# Lohača
Lohača je naselje v Občini Postojna. Ustanovljeno je bilo leta 1994 iz dela ozemlja naselja Strmca. Leta 2015 je imelo 34 prebivalcev.